# Rivière Delestres
Pour les articles homonymes, voir Delestres.
La rivière Delestres est un affluent de la rive nord-est du lac Parent (bassin versant de la rivière Bell, de la rivière Nottaway et de la Baie de Rupert). La rivière Delestres coule dans Senneterre , dans la région administrative de l'Abitibi-Témiscamingue, au Québec, au Canada.
La rivière Delestres coule successivement dans les cantons de Martin, Augier et Delestre. La partie inférieure de la rivière est comprise dans la Réserve de biodiversité projetée des Marais du lac Parent.
La surface de la rivière Delestres est généralement gelée de la mi-décembre à la mi-avril. La foresterie constitue la principale activité économique du secteur ; les activités récréotouristiques, en second.

## Géographie

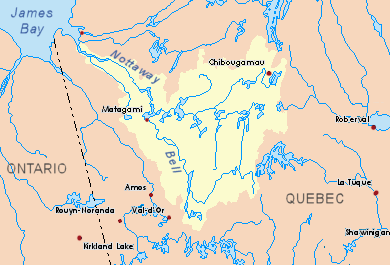

Les bassins versants voisins de la rivière Delestres sont :
- côté nord : rivière Robin, rivière Cuvillier, rivière Tonnancour ;
- côté est : rivière Lecompte, lac Valets, rivière O'Sullivan, rivière Mégiscane ;
- côté sud : ruisseau Sunday, ruisseau Signay, rivière Collin ;
- côté ouest : rivière du Hibou, rivière Brassier, lac Parent, rivière Bell.

La rivière Delestres prend naissance dans Senneterre, à l'embouchure d’un lac Lalochetière (longueur : 3,5 km ; altitude : 420 m). Ce lac de tête reçoit ses eaux de tributaires, l’une du côté est drainant un ensemble de lacs et l’autre du côté ouest. Cette source est située à 32,9 km au sud-est de l’embouchure de la rivière Delestres et à 34,6 km au sud-est de l’embouchure du lac Parent.  À partir de l'embouchure du lac Lalochetière, la rivière Delestres coule sur 43,6 km selon les segments suivants :
- 7,1 km vers le nord-est, jusqu’à une route forestière ;
- 5,4 km vers l'ouest en traversant des rapides, jusqu’à un coude de la rivière ;
- 31,1 km vers le nord-ouest en recueillant de nombreux ruisseaux venant du nord-est, jusqu'à sa confluence[2].

La rivière Delestres se déverse au fond de la Baie Ignace, qui est bordée par une jetée du côté est et Nord. Cette baie est entourée de marais du côté sud. Cette baie fait partie d’un petit delta situé dans la partie nord-est du lac Parent. Ce delta est alimenté par l’embouchure des rivières Robin, Lecompte et Delestres. Cette confluence est située à :
- 2,6 km au nord-est de l’embouchure de la rivière Robin ;
- 12,8 km au nord-est de l’embouchure du lac Parent ;
- 50,8 km au nord du centre-ville de Senneterre ;
- 32,0 km au sud-est du centre du village de Lebel-sur-Quévillon ;
- 122,8 km au sud-est du centre-ville de Matagami.

## Toponymie
Le mot delestres est associé à la rivière et au canton lequel couvre la partie centre et Sud du lac Parent.  L’appellation Delestres de ces deux hydronymes s’avère une dédicace à Alonié Delestre (orthographié sans « s » selon l'historien André Vachan), un des compagnons de Dollard Des Ormeaux. Avant la proclamation du canton en 1916, la rivière était désignée Shabogama, expression algonquine signifiant : l'eau pénètre.
Le toponyme rivière Delestres a été officialisé le 5 décembre 1968 à la Commission de toponymie du Québec.